# Allure of the Seas
Allure of the Seas — второе круизное судно класса Oasis, находящееся в собственности компании Allure of the Seas Inc. и эксплуатируемое оператором Royal Caribbean International было построено в 2010 году в Финляндии в Турку на верфях Aker Yards (с осени 2008 года: STX Europe Cruise), входящих в «норвежский концерн» STX Europe, собственником которого является южнокорейская фирма STX Offshore & Shipbuilding. До постройки однотипного судна Harmony of the Seas являлось самым большим пассажирским судном в мире — длина всех круизных судов серии «Оазис» превышает 360 м (в зависимости от температуры), причём Allure of the Seas длиннее своей сестры Oasis of the Seas на пять сантиметров, но короче судна Harmony of the Seas на два метра.
29 октября 2010 года судно отправилось в трансатлантический рейс в направлении Форт-Лодердейла во Флориде, куда прибыло и пришвартовалось 11 ноября 2010 года. Первым капитаном судна был назначен аргентинец Эрнан Сини (Hernan Zini).

## История судна
Американское пароходство Royal Caribbean Cruises Ltd. подписало 31 марта 2007 года контракт на строительство второго судна класса Oasis с финской судостроительной верфью Aker Finnyards (с осени 2008 STX Europe Cruise). Закладка киля на стапеле под строительным номером 1364 состоялась на верфи в Турку 12 марта 2008 года. Были внесены конструктивные изменения по сравнению с первым судном данного класса. Были сдвинуты к корме спасательные шлюпки, а также поставлены дополнительные отсекатели, чтобы предотвратить повреждения при высокой волне. Затопление сухого дока состоялось 20 ноября 2009 года. В середине сентября 2010 года судно было готово к ходовым испытаниям на Балтике.
Церемония крещения судна состоялась 29 ноября 2010 года в рамках благотворительного круиза. Каюты на этот рейс были проданы спонсорам. В рамках сотрудничества с киностудией DreamWorks подыскали персонаж «Принцессу Фиону» из мультфильма Шрек, которая и стала крёстной матерью судна. На церемонию в театр на борту судна пришло примерно 3500 зрителей.
Уже 1 декабря Allure of the Seas ушла в свой первый рейс.

## Описание судна
В то время как длина Allure of the Seas является такой же, как у его близнеца, 360 метров (1 180 футов; 0,22 мили), оно на самом деле, примерно на 50 миллиметров (2 дюйма) длиннее, чем Oasis of the Seas. Валовой тоннаж Allure of the Seas 225 282 тонн и его вес — такие же, как у Oasis of the Seas, который оценивается примерно в 100 000 метрических тонн, что несколько меньше, чем у американского авианосца класса «Нимиц». Его стальной корпус весит около 54 000 тонн.

## Развлечения на борту
Пассажиры могут отдохнуть в тени настоящих деревьев, так как на судне посажен парк экзотических живых растений, кустарников, деревьев.
На борту судна установлена большая оригинальная карусель ручной работы, бассейны с джакузи, водный парк с водной ареной, казино, магазины и бутики, где можно купить любые продукты питания и одежду на любой вкус, рестораны и бары.
Пассажиры, желающие провести время более активно, могут воспользоваться многочисленными спортивными сооружениями. На судне есть ледовый каток, волейбольные и баскетбольные площадки, поле для гольфа, оборудование для боулинга, стены для скалолазания, фитнес-центр, спа-салон. Есть возможность заниматься серфингом в специально адаптированных для этого бассейнах.
Имеется водный амфитеатр с фонтанами, трамплинами и вышками для прыжков в воду на открытом воздухе, и крытый театр. Имеется клуб для любителей юмора и джаза. Allure of the Seas будет предлагать гостям некоторые из наиболее увлекательных театральных постановок. На судне также будут проходить ледовые шоу, цирковые, тематические, и другие развлекательные мероприятия.
Также на судне есть молодёжная зона и детские сады для детей. Специальные аттракционы для детей всех возрастов также расположены во всех других районах судна.

## Происшествия
21 апреля 2012 года на борту судна в машинном отделении произошло незначительное кратковременное возгорание, с которым успешно и моментально справилась автоматическая противопожарная система судна. Пострадавших не было и судно самостоятельно проследовало далее по маршруту в порт Форт-Лодердейл.

## Галерея

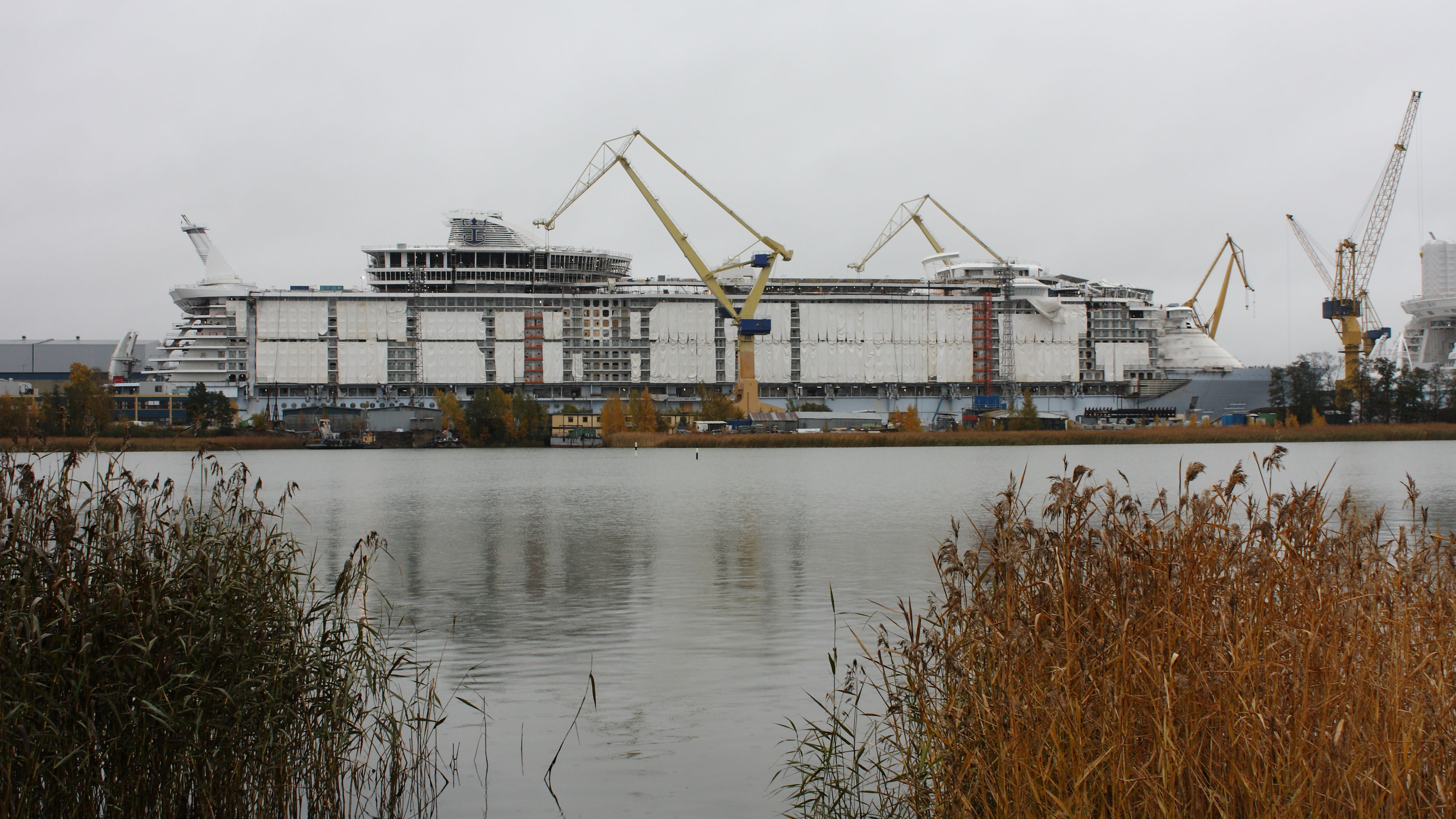
Процесс строительства Allure of the Seas, верфи Турку, Финляндия
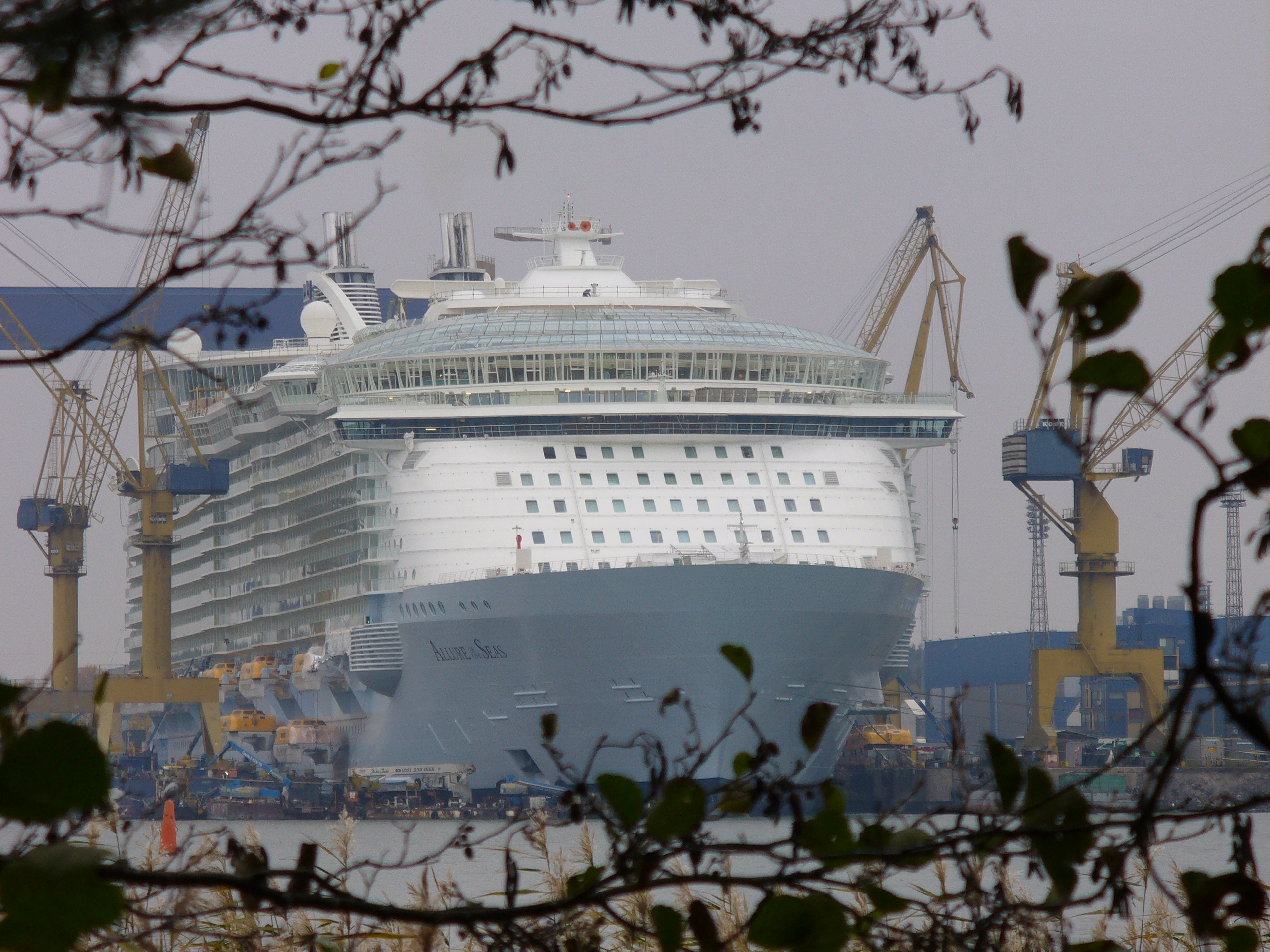
Конец строительства Allure of the Seas в октябре 2010